# (72572) 2001 EL14
(72572) 2001 EL14 – planetoida z pasa głównego asteroid okrążająca Słońce w ciągu 5,43 lat w średniej odległości 3,09 j.a. Odkryta 15 marca 2001 roku.